# Торфболото (Ульяновская область)
Торфболо́то — посёлок в Ульяновском районе Ульяновской области. Входит в состав Тимирязевского сельского поселения.

## География
Посёлок находится к западу от Брехова болота, на расстоянии примерно 2 км (по прямой) к западу от рабочего посёлка Ишеевка, административного центра района.

## Население
| 2010 |
| ---- |
| 11   |

### Национальный состав
Согласно результатам переписи 2002 года, в национальной структуре населения чуваши составляли 55 % из 11 чел., русские — 45 %.